# Paweł Zygmunt
Pour les articles homonymes, voir Zygmunt.
Paweł Zygmunt, né le 15 juillet 1972 à Krosno, est un patineur de vitesse polonais.

## Palmarès

### Jeux olympiques d'hiver
| Épreuve / Édition      | 500 mètres | 1 000 mètres | 1 500 mètres | 5 000 mètres | 10 000 mètres | Mass start                       | Poursuite par équipes            |
| JO 1994 Lillehammer    | —          | —            | 40e          | 18e          | —             | Épreuve inexistante à cette date | Épreuve inexistante à cette date |
| JO 1998 Nagano         | —          | —            | —            | 18e          | —             | Épreuve inexistante à cette date | Épreuve inexistante à cette date |
| JO 2002 Salt Lake City | —          | —            | —            | 14e          | 14e           | Épreuve inexistante à cette date | Épreuve inexistante à cette date |
| JO 2006 Turin          | —          | —            | —            | 18e          | —             | Épreuve inexistante à cette date | —                                |

Légende :
- : première place, médaille d'or
- : deuxième place, médaille d'argent
- : troisième place, médaille de bronze
- : pas d'épreuve
- — : Non disputée par le patineur
- DSQ : disqualifiée